# 阿卜杜勒拉赫曼·阿尔·贾西姆
阿卜杜勒拉赫曼·阿尔·贾西姆（阿拉伯语：‎，阿拉伯语转写：Abdulrahman Al Jassim，1987年10月14日—），全名阿卜杜勒拉赫曼·易卜拉欣·阿尔·贾西姆（阿拉伯语转写：Abdulrahman Ibrahim Al Jassim），卡塔尔足球裁判。2013年。贾西姆受中国足协的邀请执法了2013年中国足球超级联赛第2轮上海申鑫与上海申花、第4轮江苏舜天与北京国安的比赛。2017年，他执法了U-20世界杯，次年以助理裁判身份参加了世界杯。随后他又受亚足联和国际足联任命执法多场亚洲和世界大赛，包括2019年俱乐部世界杯决赛，是亚足联重点培养的裁判之一。